# Lamberti Engineering
Lamberti Engineering war ein britischer Hersteller von Automobilen.

## Unternehmensgeschichte
Joe Lamberti gründete 1998 das Unternehmen in der Grafschaft Bedfordshire. Er begann mit der Produktion von Automobilen und Kits. Der Markenname lautete Lamberti. 2000 endete die Produktion. Insgesamt entstanden etwa zwölf Exemplare.
Joe Lamberti vertrieb auch Fahrzeuge von Minotaur und Mirage Replicas. Er versuchte von 2005 bis 2006 mit Lamberti Classic Cars einen Neuanfang unter dem Markennamen Healy, stellte aber nur einen Prototyp des Enigma her.

## Fahrzeuge
Das einzige Modell war der 3000. Dies war die Nachbildung des Austin-Healey 3000. Viele Teile kamen vom Ford Granada, so auch der V6-Motor mit 2900 cm³ Hubraum.